# Pobłocie Małe
Pobłocie Małe – wieś w północno-zachodniej Polsce, położona w województwie zachodniopomorskim, w powiecie kołobrzeskim, w gminie Gościno.
Według danych z 30.06.2014 wieś miała 238 stałych mieszkańców.
Wieś Pobłocie małe w metryce średniowiecznej, obok Pobłocia Wielkiego położonego już w gminie Karlino, w źródłach historycznych wymieniana w 1159 i 1216 roku. Od średniowiecza do XVII wieku była lennem rodu von Damitz. Z roku 1484 zachowała się informacja o Kerstenie Damitzu, który ponadto określany jest jako osiadły na Gościnie (Gustin). Następnie wieś przeszła w posiadanie rodu von Blankenburg, a w 1766 roku na własność Johannesa von Briesen. W roku 1784 we wsi istniał folwark, 8 gospodarstw chłopskich, 2 gospodarstwa zagraniczne. We wsi funkcjonowała karczma i około 10 gospodarstw domowych.
Wieś tworzy "Sołectwo Pobłocie Małe", obejmujące tylko Pobłocie Małe. Rada sołecka, która wspomaga sołtysa może się składać od 3 do 6 członków, a ich liczbę ustala zebranie wiejskie.
W latach 1975–1998 miejscowość administracyjnie należała do województwa koszalińskiego.
We wsi był przystanek kolei wąskotorowej Pobłocie Małe.

## Zabytki
- park pałacowy, pocz. XIX, nr rej.: 922 z 6.12.1976[5]

inne
- pozostałość po pałacu.